# Делла-Вос-Кардовская, Ольга Людвиговна
О́льга Лю́двиговна Де́лла-Вос-Кардо́вская (2 сентября 1875, Чернигов — 9 августа 1952, Ленинград) — русский, затем советский живописец и график, супруга Дмитрия Кардовского, заметная деятельница петербургского модерна.

## Биография
Родилась 2 сентября 1875 года в семье управляющего Черниговской контрольной палаты статского советника Людвига Карловича Делла-Воса; в следующем году после рождения дочери он стал действительным статским советником; впоследствии был управляющим Харьковской контрольной палаты. Брат её отца — Виктор Карлович Делла-Вос был первым директором Императорского Московского технического училища (ныне МГТУ).
В 1891—1894 годах она училась в школе Шрейдера в Харькове, в 1894—1899 — в Высшем художественном училище живописи, скульптуры и архитектуры при Академии художеств. Затем поехала в Мюнхен, чтобы учиться в школе Антона Ажбе, и оставалась там до 1900 года.
В апреле 1899 года она вышла замуж за своего товарища по Академии художеств Дмитрия Кардовского.
С 1902 по 1917 гг. Ольга Людвиговна участвовала в различных выставках (Академической, Нового общества художников, Союза русских художников, общества «Жар-цвет» и др. (в том числе и заграницей). Её работы находятся в Третьяковской галерее, Русском музее, Музее революции и др.
С 1918 до 1924 года Делла-Вос-Кардовская безвыездно проживала в Переславле-Залесском.
В 1923 году её портрет члена Реввоенсовета Иннокентия Халепского экспонировался на выставке к пятилетию РККА. В том же году Делла-Вос-Кардовская приняла участие в выставке АХРР.
В 1924 году переехала в Москву, вела класс рисования в Художественно-промышленных мастерских. В 1924–1925 картины художницы экспонировались на выставке русского искусства в Нью-Йорке. В 1925, 1926, 1928 годах она участвовала в выставках объединения Жар-цвет. Много работала в области книжной иллюстрации. В 1938 году в залах Академии художеств СССР (Москва) состоялась совместная выставка произведений супругов Кардовских.
Во время Великой Отечественной войны переехала в Переславль-Залесский. После 1945 вновь жила в Ленинграде. Похоронена на Богословском кладбище (уч. 78, Новая дорожка).
В 1953 году в Музее Академии художеств прошла мемориальная выставка художницы.

## Семья
- Отец  — Людвиг Карлович Делла-Вос
- Мать — Мария Степановна Делла-Вос (урожденная Тошкович)
- Дядя — Виктор Карлович Делла-Вос
- Муж  — художник Дмитрий Николаевич Кардовский
- Дочь  — Екатерина Дмитриевна Кардовская
- Внук — академик Николай Петрович Весёлкин.

## Произведения

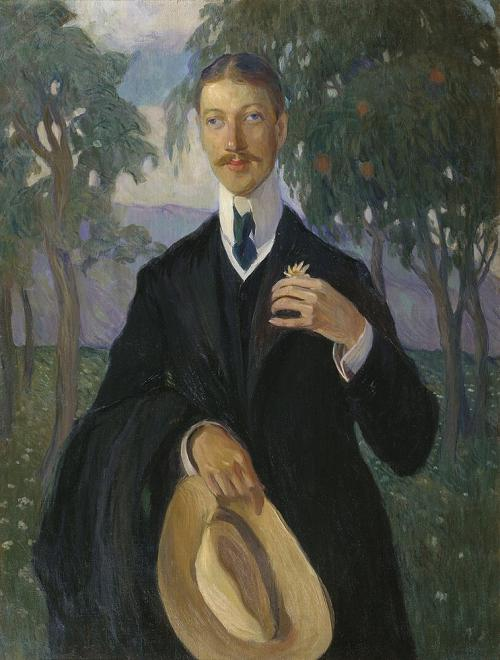
Портрет Николая Гумилёва, 1909
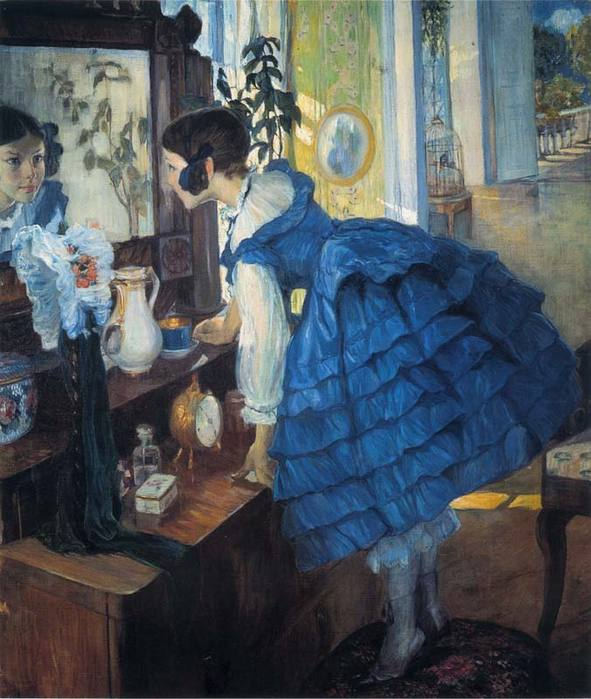
Маленькая женщина (изображена дочь художницы), 1910
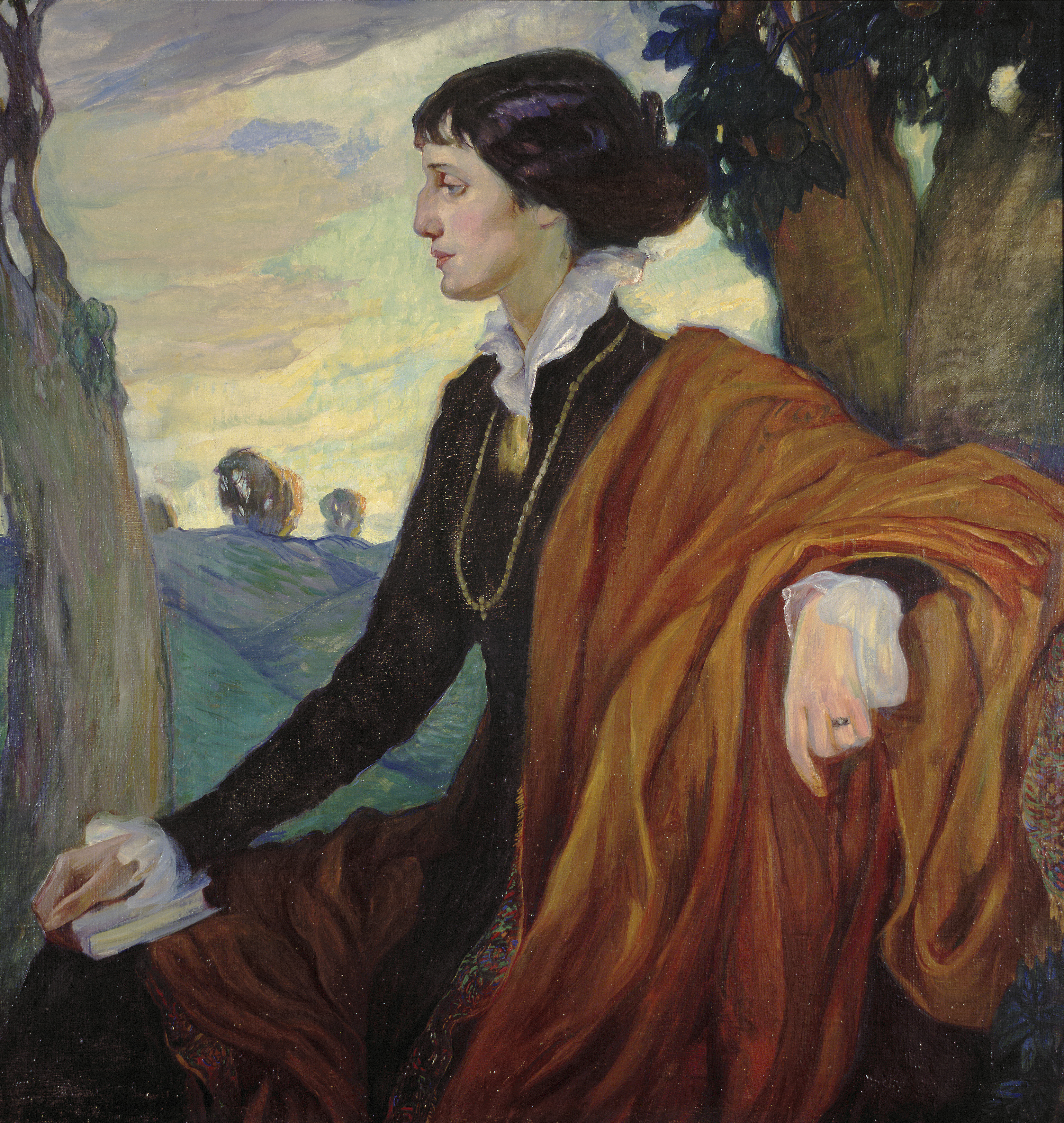
Портрет Анны Ахматовой, 1914
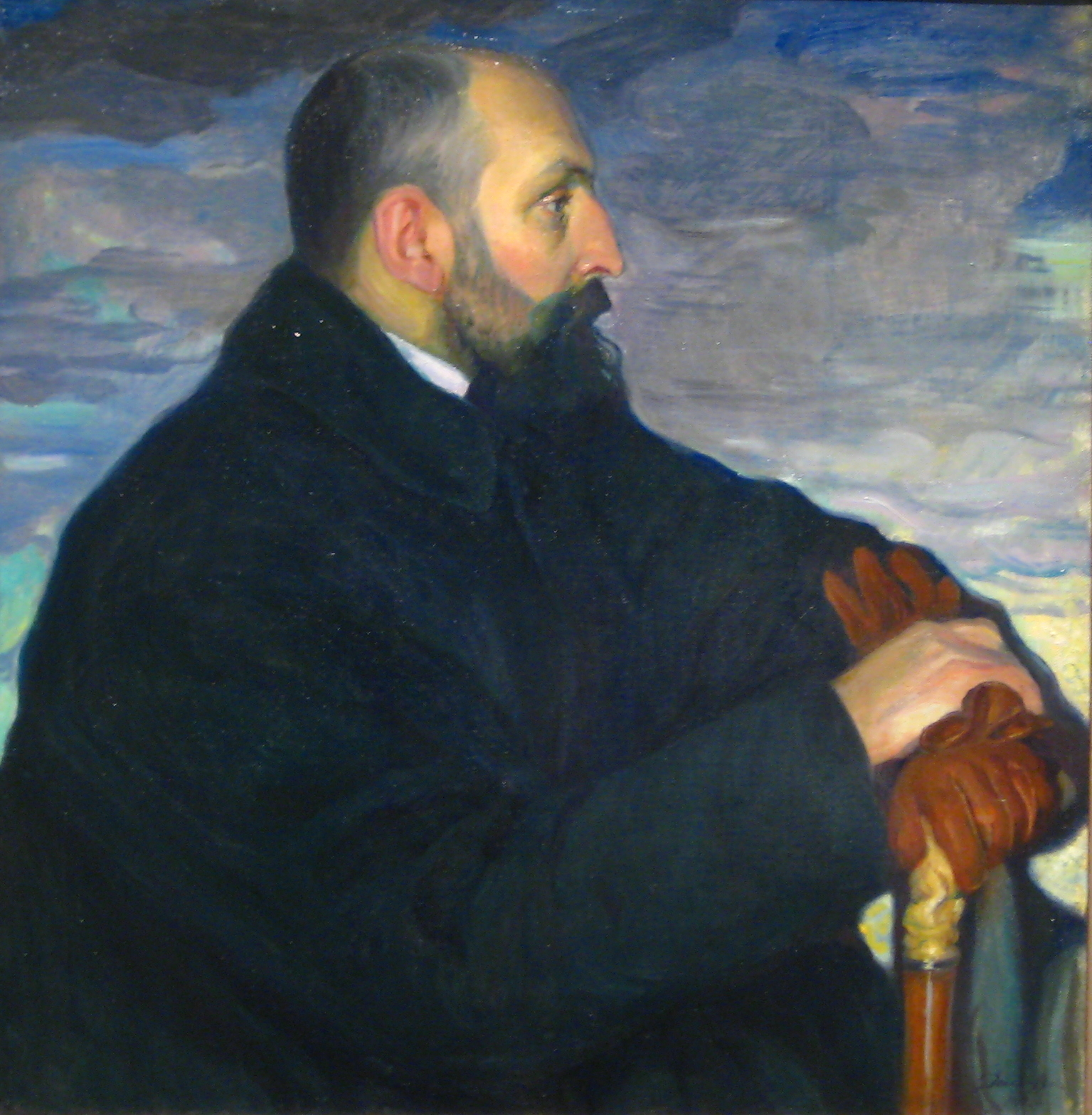
Портрет мужа, художника Д. Н. Кардовского, 1913